# Indiana Jones and the Emperor's Tomb
Indiana Jones and the Emperor's Tomb é um jogo eletrônico de ação que foi desenvolvido pela The Collective e publicado pela LucasArts em 2003, tendo Drew Struzan como artista da capa. O jogo é uma nova aventura do arqueologista fictício Indiana Jones. A história se passa em 1935, logo antes dos eventos de Indiana Jones and the Temple of Doom, e faz-se disponível para PlayStation 2, Xbox, Macintosh e Windows.